# Timbedra
Timbedra, o Tembedra (تمبدغة in Arabo), è una città della Mauritania nella regione di Hodh-Charghi.
La città, prossima al confine con il Mali, è servita da un aeroporto.
Qua è nato il politico Yahya Ould Hademine.